# いがもち

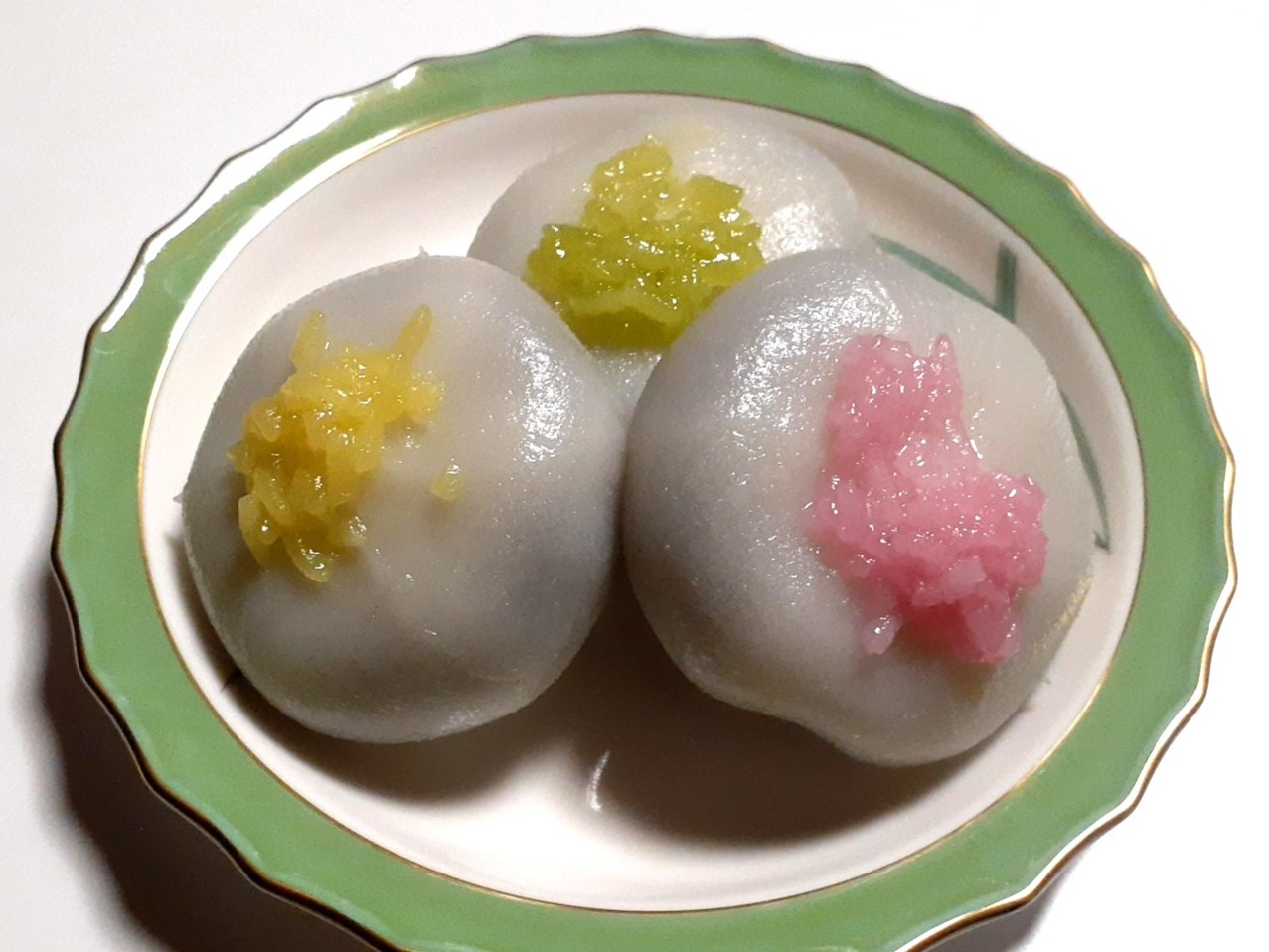
いがまんじゅう（愛知県西三河地方）

いがもちは、粳米などの生地で餡を包み、上面にもち米を数粒付けて蒸した和菓子。毬もち、伊賀餅、稲花餅、いがまんじゅう、いが饅頭などと表記される。

## 名称の由来

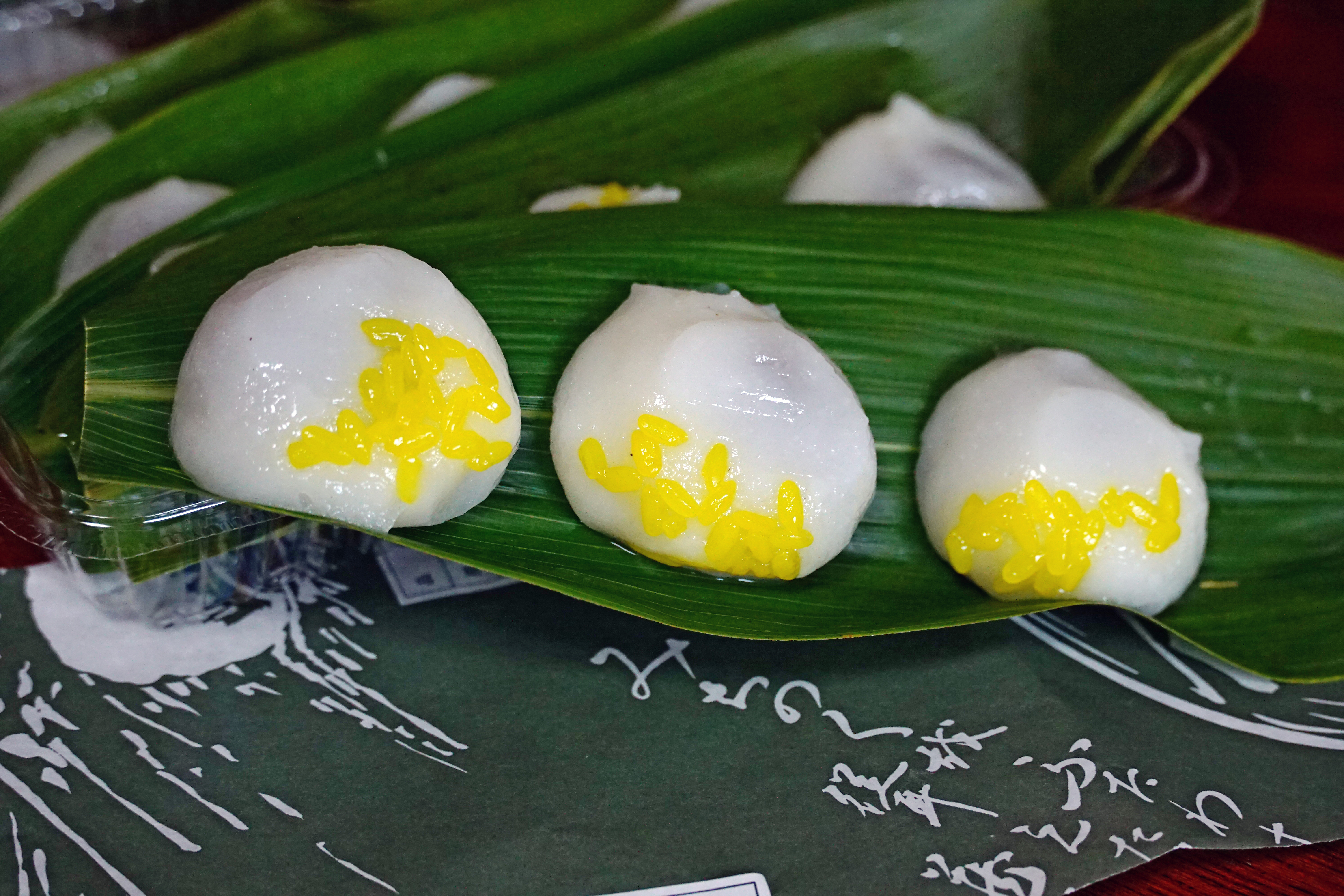
稲花餅（山形県 蔵王温泉）

以下の通り、名称の由来については複数の説とそれぞれの論拠がある。
- 地名の伊賀 - 三河地域のいがまんじゅうは伊賀から伝わった可能性が指摘されている。また、平安時代の嘉祥菓子に「伊賀餅」があり、京都では近世にこれが民間の菓子になった。
- 「飯の香りの餅」 - 炊飯した時の良い香りを餅に移そうとした、「飯の香りの餅」という意味の「いかもち」が三重県鈴鹿市に伝わっている[3]。
- 上面のもち米が栗のイガに似ている - 大辞林などに記載がある。
- 稲花餅 - 上面のもち米を黄色く染め、稲の実りを表して豊作を願った。

なお、山形市蔵王温泉の名物の稲花餅（いがもち）は、明治初期から作られたもので当初は「伊賀餅」だったが、大正初期に稲の不作が続いたため酢川神社に豊作を祈願し「稲花餅」に変更されたという。

## 製法
上新粉にぬるま湯を加え、耳たぶ程度の固さまで練る。こし餡や粒餡を包み、成形して上面に着色したもち米を乗せて、蒸し上げる。上新粉に白玉粉を加えて一度蒸してから臼でついたり、型に着色したもち米を付けてから団子を押し入れる方法などもある。
上に乗せるもち米は赤色、黄色、緑色など様々であるが、一色しか用いない地域もある。また、かつては麦やアワで生地を作り、貴重な米を数粒乗せる事でぜいたくな雰囲気を味わっていた地域もある。

## 形状と地域性
三重県や滋賀県では直径 6 - 10cmの丸形、愛知県では大きさ 5 - 6cmでハマグリや富士山のような形、島根県では梅の花や亀の形で、それぞれ作られる。
また、上面のもち米の乗せ方と地域の関係は以下の通り。
- 餅の上面に隙間なく乗せる - 石川県金沢市、輪島市、滋賀県日野町、永源寺町、八日市市、三重県多気町、愛知県岡崎市、安城市
- 米粒を集中して乗せる - 山形県山形市、愛知県知立市、三重県伊賀市、鈴鹿市、滋賀県甲賀市
- 上面にバラバラに乗せる - 三重県松阪市、京都府、広島県呉市
- 上面のうち、片面（一角）に乗せる - 愛知県蒲郡市、田原市、滋賀県愛荘町

## 分布

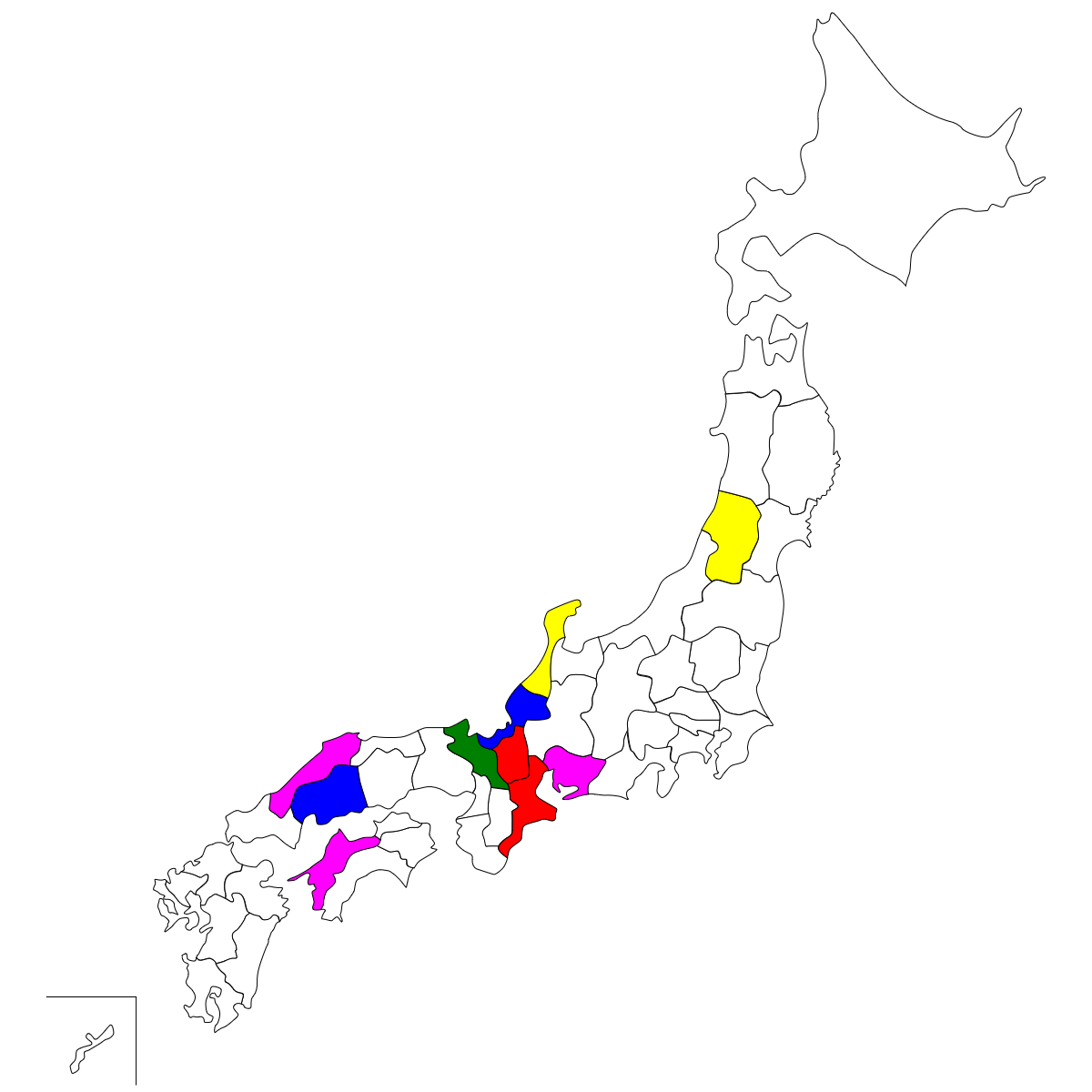
いがもちを食べる風習のある都道府県の地図
黄色は上面のもち米が黄色のみ。青は祭りの日のみ販売。ピンクはひな祭りの時期を中心に販売。赤は通年販売。

いがもちは、東北地方から中国・四国地方にかけて存在している。形状以外の、地域ごとの特徴は以下の通り。
- 山形県 - 稲穂に見立て、黄色のみに着色した米粒が添えられている[12][13]。稲花餅と表記され、山形市にある蔵王温泉の名物となっている。笹の葉に2つか3つの稲花餅が載せられている。
- 石川県 - 同県の五色生菓子のいがらと同じく、もち米は黄色のみで五穀豊穣を願う。
- 愛知県 - いがまんじゅうと呼ばれ、三河地方に伝わる。雛祭りの菓子として作られる。米粉で作った餅であんを包み、赤・黄・緑の3色に着色されたもち米を色別に乗せて蒸す[14][15]。
- 島根県 - 主にひな祭りの菓子として食べられる。
- 愛媛県 - 旧ひな祭り（4月）頃に食べられている。りんまんと表記される。
- 滋賀県 - 通年販売されている。湖東地域を中心に作られる。家庭のおやつとする他、慶弔時に配ったり、お盆の時期に川に流す事もある。もち米が鮮やかな事から、花餅とも呼ばれる。
- 三重県 - 通年販売されている。庄野宿や松阪市では江戸時代以前から作られている。まつかさ餅、けいらん等とも呼ばれる。
- 京都府 - 嘉祥菓子を原型とする。
- 福井県 - 祭の日のみ作られる。
- 広島県呉市 - 主に10月に行われる亀山神社の大祭や、11月の小際の時期に作られる[16][17]。しんこ餅で粒あんを包み、ピンクまたは黄緑に着色したもち米を乗せて蒸す[18]。麦・粟で作った団子をルーツとしている書籍と[7]、明治時代に松山から来た人物が、「りんまん」の名称を改めて販売したとする書籍がある[17]。

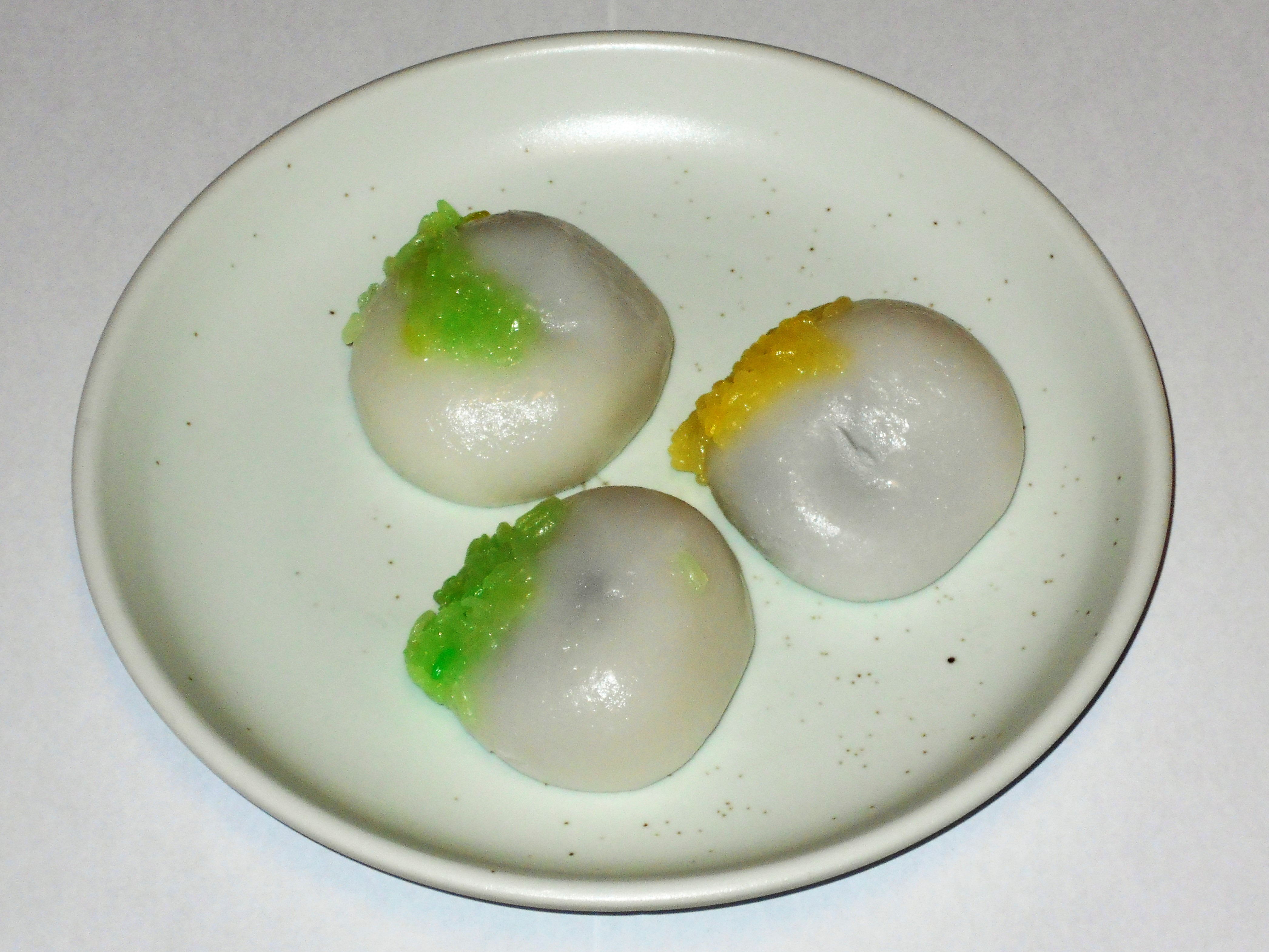
いがもち（愛知県田原市）
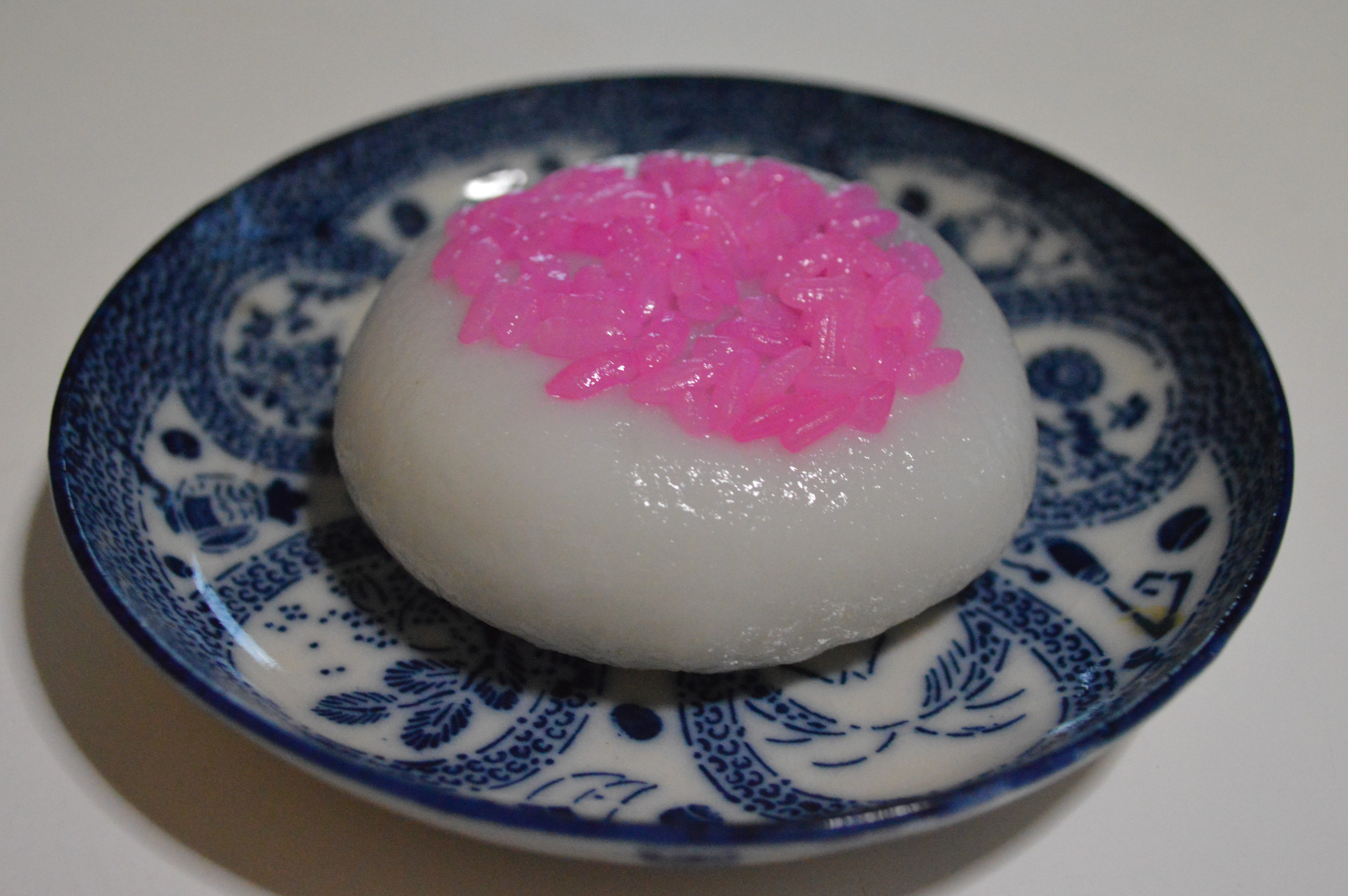
けいらん（三重県津市）
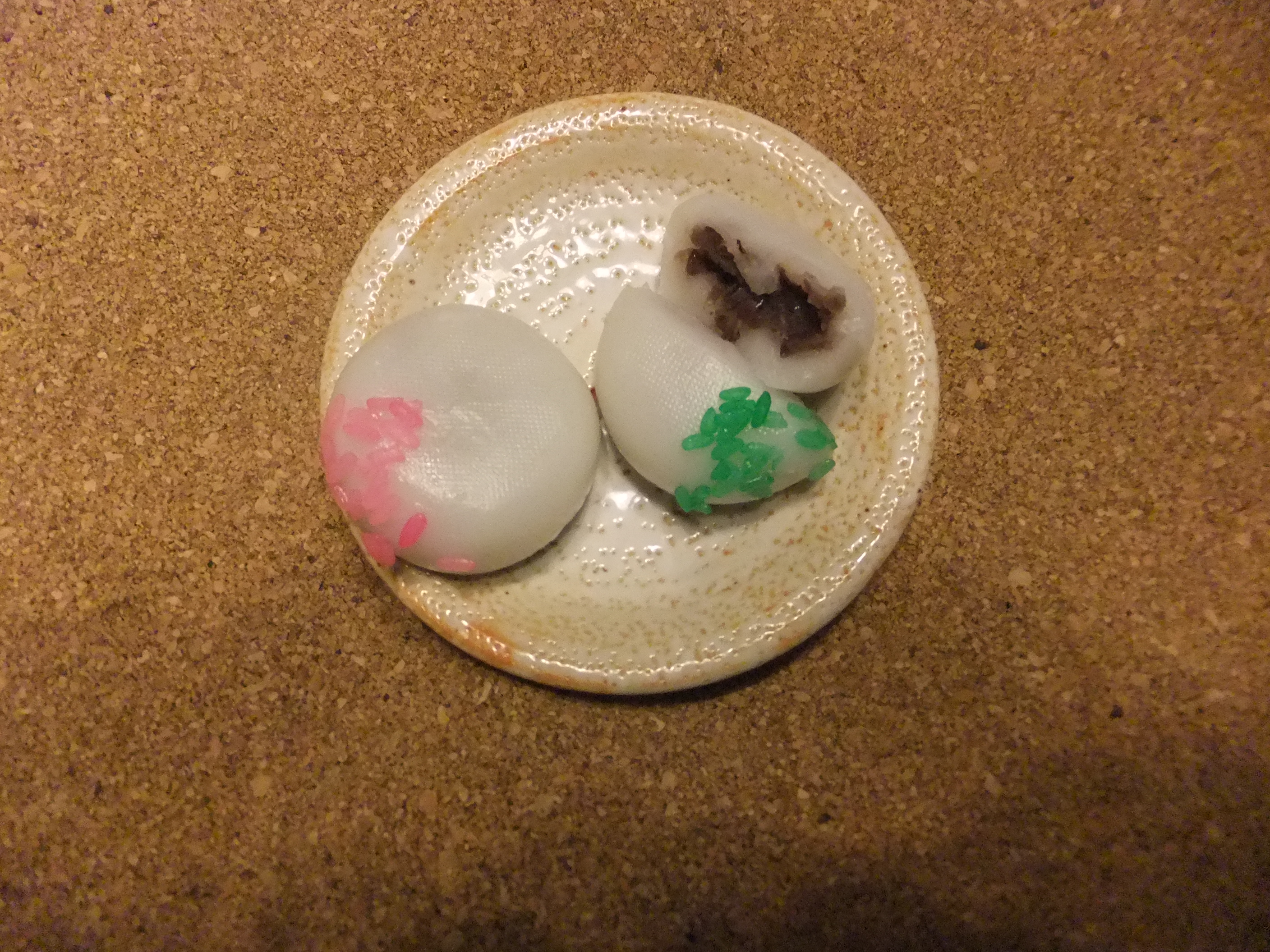
いが餅（広島県呉市）